# 趙秉倫
趙秉倫（1460年—16世紀），字宗道，山東成都府蓬萊縣軍藉，明朝政治人物。

## 生平
趙秉倫是弘治八年（1495年）乙卯科舉人，弘治十二年（1499年）成進士，授陝西咸寧知縣，上級稱其有卓異三十六事，入朝試任監察御史。弘治十八年（1505年）實授雲南道監察御史。
孝宗駕崩，趙秉倫提出送終大事下應該延遲查訪，新政應該嚴肅，又彈劾朝臣哭喪不莊重，糾正勳戚侵佔土地，上奏後都一一獲施行，不久因為父喪回鄉。

## 家族
曾祖趙思恭；祖趙悦，卫经历；父趙慶，县主簿；母徐氏。具庆下。兄秉彝、秉衷、秉仁（贡士）、弟秉常、秉理。

## 引用
1. ↑  《明孝宗敬皇帝實錄·卷二百二十四》：（弘治十八年五月己丑）實授試監察御史趙秉倫、王濟、王潤、甯杲、陳文試、沙鵬、高良弼、許讚、郭東山、林奇、韓廉、張彧、潘鏜、熊卓、周倫、李廷光、姜佐、馬昊、吳漳、李璞、邵清為監察御史，秉倫、濟、潤雲南道，杲、文試浙江道，鵬、良弼湖廣道，讚、東山陜西道，奇廉、彧廣東道，鏜、卓四川道，倫、廷光山東道，佐、昊廣西道，漳、璞江西道，清山西道。
2. ↑  光緒《增修登州府志·卷三十九·進士》：宏治 趙秉倫 乙卯舉人，己未（進士），授陝西咸寧知縣，共稱其卓異三十六事，行取御史；孝廟賓天，首建議以送終大事延訪，初政皆宜嚴肅，劾近臣哭臨褻慢之罪，糾正勳戚侵田，條奏邊務，悉見施行，祀鄉賢祠、忠孝祠。
3. ↑  康熙《蓬萊縣志·卷五》：趙秉倫 字宗道，進士，知陝西咸寧，當道稱其卓異三十六事，徵拜御史，孝廟賓天，首建議以送終大事延訪，初政皆宜嚴肅，劾諸近臣哭臨褻慢之罪，糾正勳戚侵田，條奏邊務，悉見施行，以父艱去，立朝不滿三載風裁赫然。
4. ↑  龚延明主编. . 宁波: 宁波出版社. 2016. ISBN 978-7-5526-2320-8. 《天一閣藏明代科舉錄選刊.登科錄》之《弘治十二年己未科進士登科錄》